# Emily Davies
Emily Davies, Sarah Emily Davies (ur. 22 kwietnia 1830 w Southampton, Hampshire, zm. 13 lipca 1921 w Hampstead, Londyn) – angielska działaczka na rzecz emancypacji kobiet, współzałożycielka Girton College w Cambridge – pierwszej brytyjskiej uczelni dla kobiet.

## Życiorys

### Dzieciństwo i młodość w Gateshead
Urodziła się w roku 1830 w Southampton jako córka Mary Hopkinson i Johna Daviesa (1795–1861), ewangelickiego duchownego anglikańskiego. Rodzice prowadzili w tamtejszej plebanii szkołę z internatem (przed przyjazdem – w roku 1928 – do Southampton prowadzili szkołę męską w parafii St Pancras w Chichester). Po kilku miesiącach od narodzin córki rodzina osiedliła się w Gateshead (hrabstwo Durham), gdzie Emily spędziła większą część swojej młodości (według części źródeł Gateshead jest też miejscem jej urodzenia).

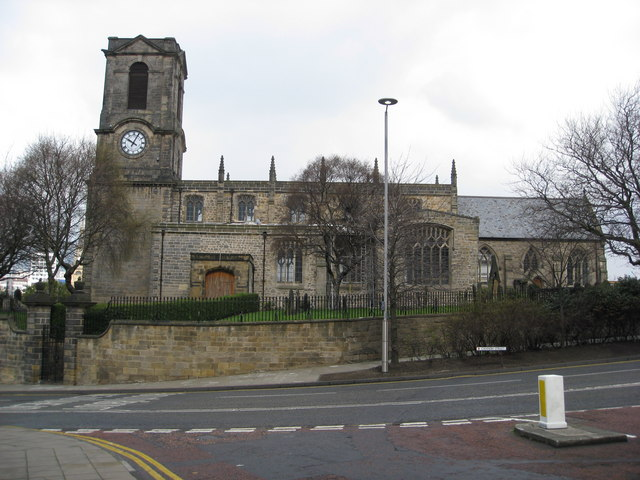
St Mary’s Church w Gateshead

Ojciec Emily był w tym mieście rektorem St Mary’s Church (od roku 1839 do śmierci w roku 1861).
John Davies miał tradycyjne poglądy na temat edukacji; trzej bracia Emily zostali wysłani do szkoły z internatem, a córka uczyła się w domu. John Llewelyn – starszy brat, z którym Emily była bardzo związana – odniósł sukces na Uniwersytecie Cambridge; jego siostra z żalem uświadomiła sobie, że jako dziewczyna nie może pójść w jego ślady (kobiety nie miały dostępu do edukacji akademickiej).
Gdy miała ok. 20 lat (ok. 1850) brat zachęcił ją do udziału w feministycznej Langham Place Group, zajęcia się problemami kobiet w Gateshead oraz założenia lokalnego oddziału Society for the Promotion of the Employment of Women. W tym środowisku poznała m.in. Barbarę Smith Bodichon (ur. 1827) i Elizabeth Garrett (ur. 1836), prowadzące kampanie na rzecz zwiększenia wyborczych praw kobiet, ich prawa do edukacji i niezależności finansowej.

### Londyn i Cambridge
Po śmierci ojca (1861) Emily Davies przeprowadziła się do Londynu. Włączyła się do starań o dopuszczenie kobiet do Uniwersytetu Londyńskiego, Oksfordzkiego i University of Cambridge oraz o inne prawa kobiet. Założyła stowarzyszenia Kensington Society i London Association of Schoolmistresses; była jedną z pierwszych kobiet, które zostały wybrane do London School Board. Uczestniczyła w przygotowaniach petycji do Parlamentu, którą w roku 1866 przedstawił – w imieniu kobiet – John Stuart Mill. Przez pewien czas zajmowała się redagowaniem feministycznego czasopisma The Englishwoman’s Journal (założonego w roku 1858 przez Barbarę Bodichon).

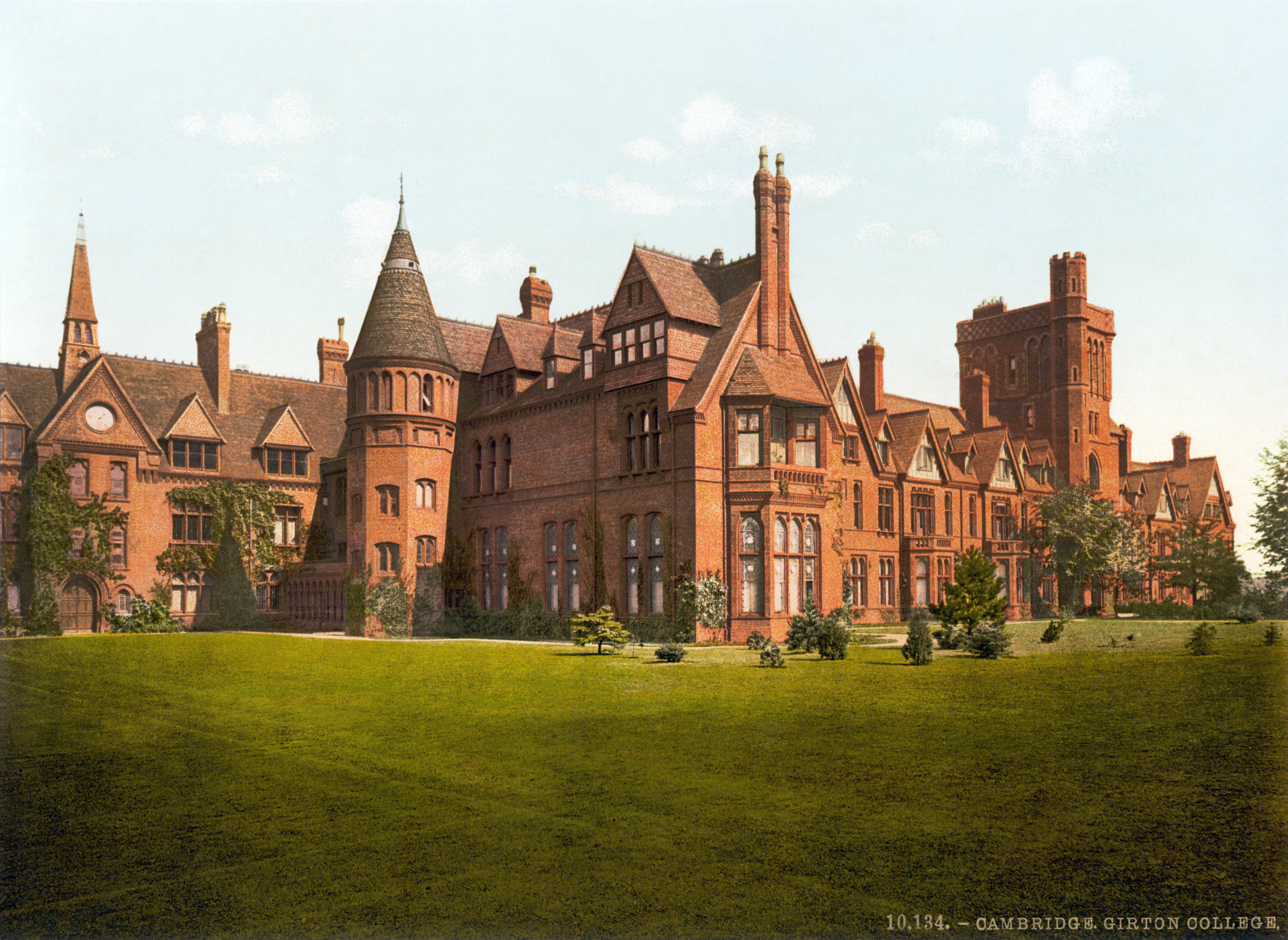
Girton College, w Cambridge (1890)

W następnych latach koncentrowała się – wspólnie z Barbarą Bodichon i Lady Stanley of Alderley – na organizacji pierwszej brytyjskiej uczelni dla kobiet. Za datę jej założenia uważa się rok 1869. W tym roku otwarto żeńską szkołę w Benslow (dwie mile od Cambridge) – Benslow House. Została w roku 1873 przeniesiona do Cambridge i nazwana Girton College.
W pierwszych latach działalności Benslow House pojawiła się różnica zdań między Emily Davies i Barbarą Bodichon, która proponowała nadanie uczelni bardziej liberalnego charakteru. Obie założycielki uczelni miały też różne zdania na temat programu nauczania. Emily Davies uważała, że należy utrzymywać dyscyplinę, koncentrować się na nauce tradycyjnych przedmiotów, analogicznie jak w szkołach męskich, oraz utrzymywać związek z Kościołem Anglii. Kierowała Girton College w latach 1873–1875 (jako czwarta Mistress of Girton), a następnie przez ponad 30 lat była jego sekretarzem.
Kontynuując działalność na rzecz emancypacji kobiet w roku 1906 przewodniczyła delegacji sufrażystek do Parlamentu. Była aktywna w National Union of Women’s Suffrage Societies, jednak sprzeciwiała się metodom stosowanym przez radykalne skrzydło ruchu feministycznego (zob. Emmeline Pankhurst i Women’s Social and Political Union). Nie popierała żądań NUWSS o zrównanie praw wyborczych wszystkich kobiet z prawami mężczyzn – proponowała zróżnicowanie uprawnień kobiet zamężnych i niezamężnych. W roku 1912, gdy organizacja wyraziła pełne poparcie dla Labour Party, przystąpiła do Conservative and Unionists Women’s Franchise Society – grupy utworzonej po rozłamie NUWSS, zdecydowanej działać poprzez pokojowe manifestacje i publiczne debaty oraz składanie petycji i lobbing w Parlamencie. Była jedną z niewielu członkiń pierwszego Women’s Suffrage Society, powołanego w celu uczestnictwa w wyborach do Parlamentu w roku 1919.

## Publikacje (wybór)
Wybór według books.google.pl:

- 1860–1910 – Thoughts on Some Questions Relating to Women,
- 1862 – Medicine as a Profession for Women; A paper read at the Social Science Congress (11 czerwca 1862),
- 1864 – On Secondary Instruction as Relating to Girls,
- 1864 – Cambridge Local Examinations: Report of an Examination of Girls, Held (by Permission of the Syndicate) in Connexion with the Local Examinations of the University of Cambridge in 1863, Together with a List of Successful Candidates, and Statistical Tables,
- 1865 – The Application of Funds to the Education of Girls. (Read at a Meeting of the Education Department [of the National Association for the Promotion of Social Science], May 3, 1865),
- 1866 – The higher education of women,
- 1868 – Special Systems of Education for Women,
- 1868 – Some Account of a Proposed New College for Women: a Paper Read at the Annual Meeting of the National Association for the Promotion of Social Science,
- 1878 – Home and the Higher Education,
- 1888 – The London Association of Schoolmistresses,
- 1896 – Women in the Universities of England and Scotland (reprint 2010),
- 1900 – Letters of Emily Davies (to Mrs Oliver),
- 1904 – Parliamentary Franchise for Women,
- 1905 – The Women’s Suffrage Movement: I. Why Should We Care for It?
- 1905 – Women’s Service to the State and the Parliamentary Vote
- 1907 – Are Women Suffragists Asking for Seats in Parliament?: A Reply,
- 1907 – A Plea for Discrimination,
- 1907 – A Constitutional Sluice: Or, Steps in the Enfranchisement of Women,
- 1906 – To the Editor of „The Tribune”.

## Upamiętnienie
O zachowanie pamięci o Sarah Emily Davies troszczy się przede wszystkim Girton College, w którym jest przechowywane jej archiwum (publikacje i dokumenty osobiste). Jej działalność jest tematem książki Daphne Bennett pt. Emily Davies and the liberation of women: 1830–1921 (wyd. André Deutsch, 1990). Zbiór pism został wydany w formie książkowej w roku 2004 przez University of Virginia Press.
W miastach, w których mieszkała i pracowała – Southampton, Gateshead i Londyn – umieszczono tablice pamiątkowe w ramach akcji Women Celebrated by Blue Plaques. W roku 1994 Rada Miasta Southampton umieściła tablicę na ścianie domu, w którym się urodziła (mimo że przebywała w tym mieście zaledwie kilka miesięcy).
Nazwisko Emily Davies znajduje się też na jednym z witraży Kościoła pw. Wszystkich Świętych w High Wycombe. W tzw. „Dove Window”, upamiętniającym Frances Dove (założycielkę szkoły żeńskiej Wycombe Abbey w roku 1896), znajdują się wizerunki i nazwiska innych kobiet, które przeciwdziałały męskiej dominacji; obok wizerunków Świętej Małgorzaty Szkockiej, Małgorzaty Beaufort i innych historycznych postaci, zamieszczono m.in. nazwiska: Emily Davies, Elizabeth Garrett Anderson, Octavia Hill, Sophia Jex-Blake.
W Girton College imię E. Davies nadano dwóm salkom konferencyjnym (Emily Davies Rooms); ufundowano też stypendium Emily Davies Bursaries.